# Hooker County
Hooker County ist ein County im Bundesstaat Nebraska der Vereinigten Staaten. Der Verwaltungssitz (County Seat) ist Mullen.

## Geographie
Das County liegt nordwestlich des geographischen Zentrums von Nebraska und hat eine Fläche von 1869 Quadratkilometern, wovon 1 Quadratkilometer Wasserfläche ist. Es grenzt im Uhrzeigersinn an folgende Countys: Cherry County, Thomas County, McPherson County, Arthur County und Grant County.

## Geschichte
Hooker County wurde 1889 gebildet. Benannt wurde es nach General Joseph Hooker.
Drei Bauwerke und Stätten des Countys sind im National Register of Historic Places eingetragen (Stand 11. Februar 2018).

## Demografische Daten

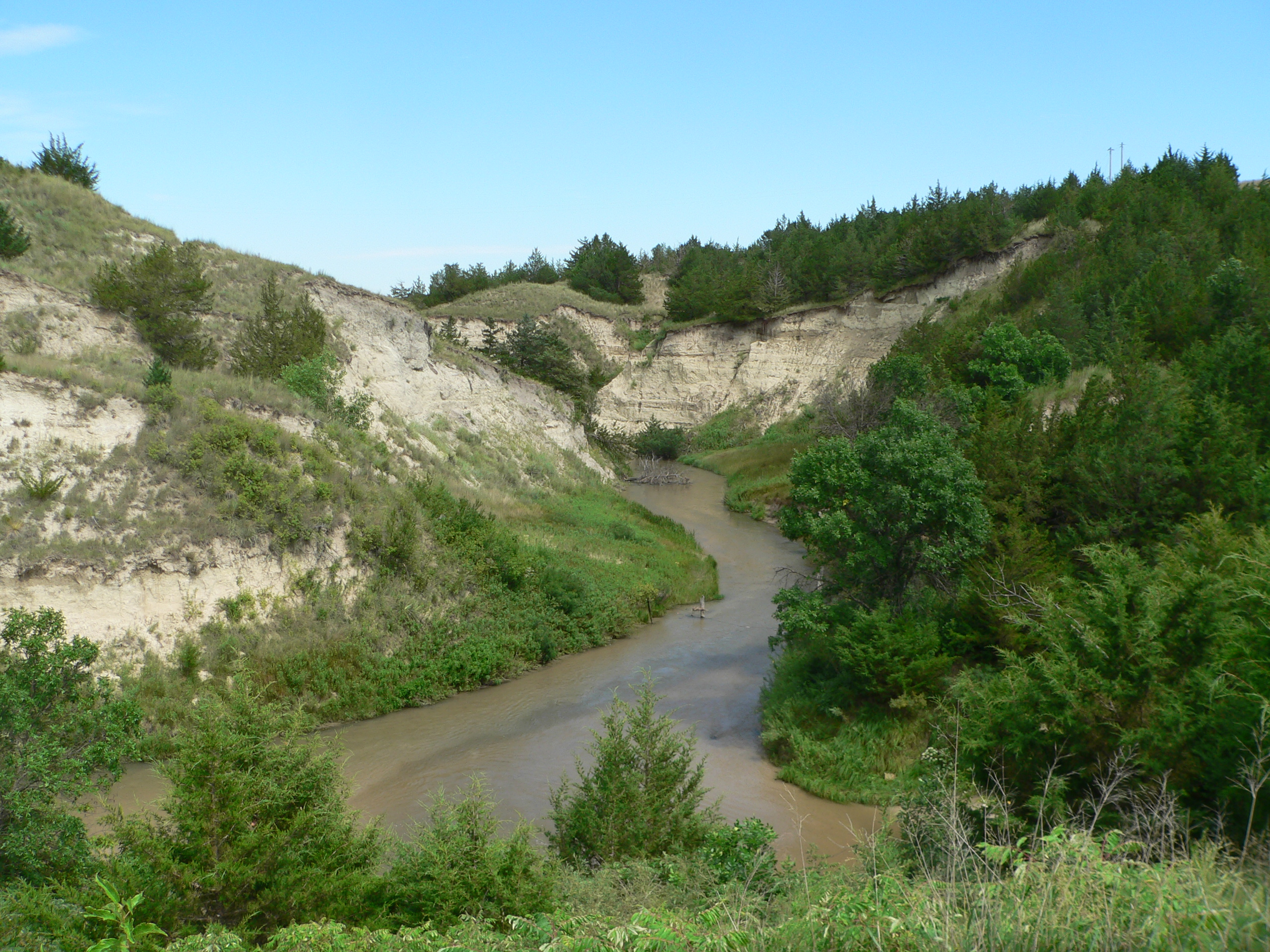
Der Dismal River

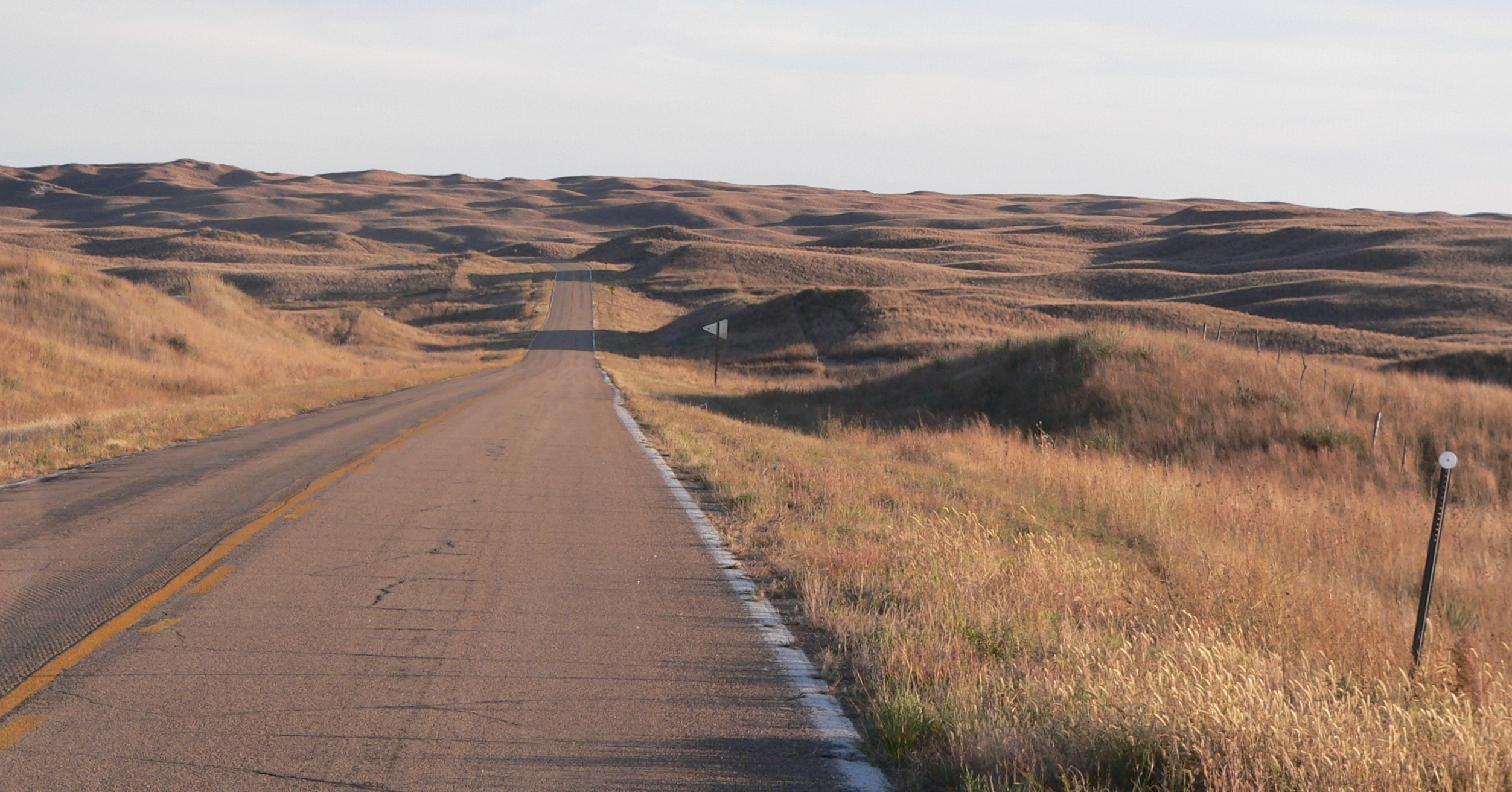
Nebraska Sandhills

Nach der Volkszählung im Jahr 2000 lebten im Hooker County 783 Menschen. Davon wohnten 26 Personen in Sammelunterkünften, die anderen Einwohner lebten in 335 Haushalten und 220 Familien. Die Bevölkerungsdichte betrug 0,4 Einwohner pro Quadratkilometer. Ethnisch betrachtet setzte sich die Bevölkerung zusammen aus 98,7 Prozent Weißen, 0,4 Prozent amerikanischen Ureinwohnern, 0,1 Prozent Asiaten und 0,1 Prozent aus anderen ethnischen Gruppen; 0,6 Prozent stammten von zwei oder mehr Variationen ab. 1,0 Prozent der Bevölkerung waren spanischer oder lateinamerikanischer Abstammung.
Von den 335 Haushalten hatten 26,9 Prozent Kinder und Jugendliche unter 18 Jahre, die bei ihnen lebten. 60,3 Prozent waren verheiratete, zusammenlebende Paare, 3,9 Prozent waren allein erziehende Mütter, 34,3 Prozent waren keine Familien, 33,1 Prozent waren Singlehaushalte und in 19,1 Prozent lebten Menschen im Alter von 65 Jahren oder darüber. Die Durchschnittshaushaltsgröße betrug 2,26 und die durchschnittliche Familiengröße lag bei 2,90 Personen.
Auf das gesamte County bezogen setzte sich die Bevölkerung zusammen aus 24,0 Prozent Einwohnern unter 18 Jahren, 4,1 Prozent zwischen 18 und 24 Jahren, 21,6 Prozent zwischen 25 und 44 Jahren, 23,4 Prozent zwischen 45 und 64 Jahren und 26,9 Prozent waren 65 Jahre alt oder darüber. Das Durchschnittsalter betrug 45 Jahre. Auf 100 weibliche Personen kamen 83,4 männliche Personen. Auf 100 Frauen im Alter von 18 Jahren oder darüber kamen statistisch 84,8 Männer.
Das jährliche Durchschnittseinkommen eines Haushalts betrug 27.868 USD, das Durchschnittseinkommen der Familien betrug 35.114 USD. Männer hatten ein Durchschnittseinkommen von 25.234 USD, Frauen 16.250 USD. Das Prokopfeinkommen betrug 15.513 USD. 4,9 Prozent der Familien und 6,9 Prozent der Bevölkerung lebten unterhalb der Armutsgrenze. Davon waren 5,3 Prozent Kinder oder Jugendliche unter 18 Jahre und 13,1 Prozent waren Menschen über 65 Jahre.

## Orte im County
- Kelso
- Mullen
- Weir